# Gładka Turnia

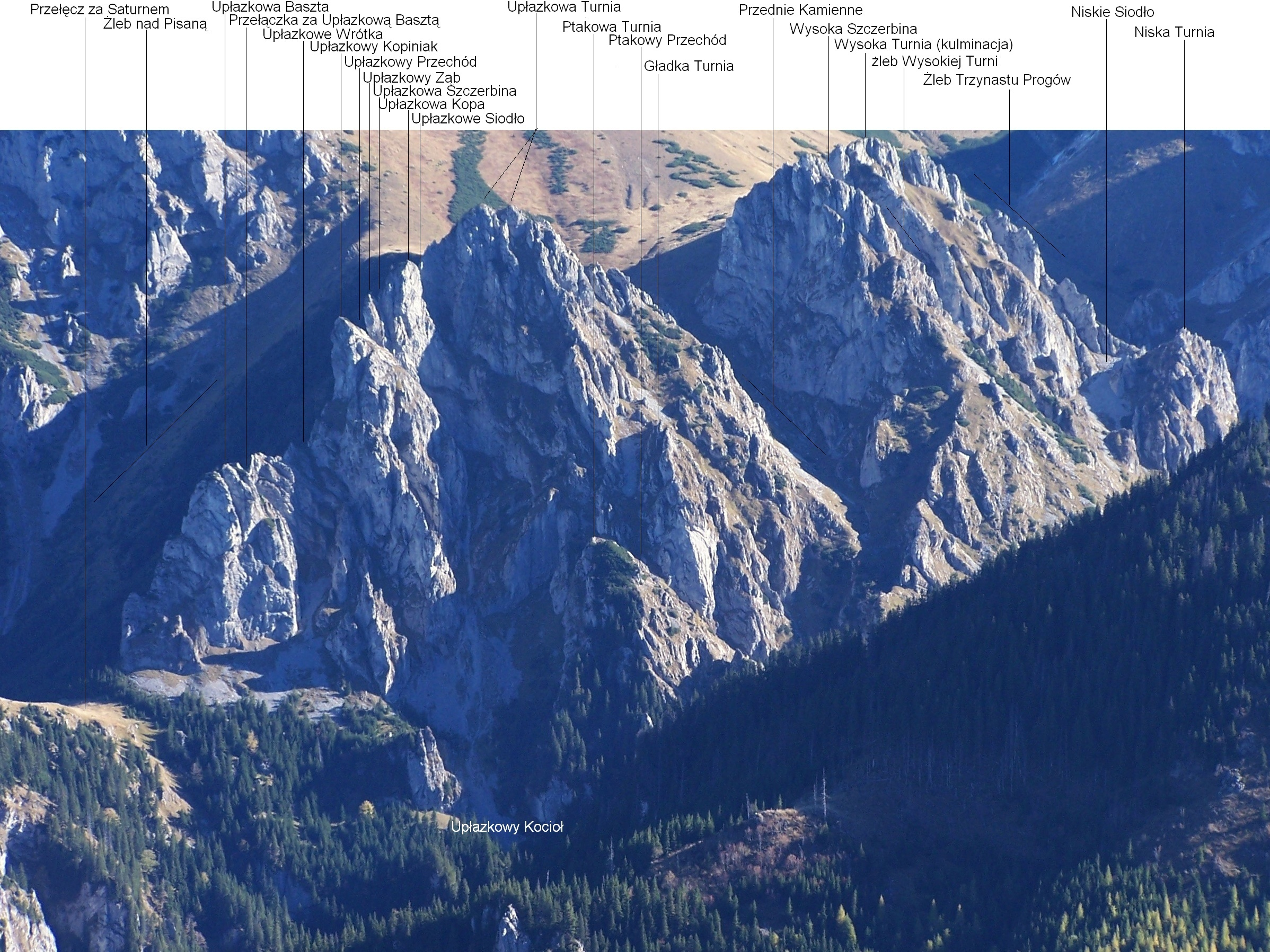
Widok z Ornaku

Gładka Turnia (ok. 1500 m) – niewielka turnia w orograficznie prawych zboczach Wąwozu Kraków w Tatrach Zachodnich. Znajduje się w południowo-zachodniej grani opadającej z wierzchołka Upłazkowej Turni, nieco powyżej Ptakowej Turni. Do Wąwozu Kraków opada skalną ścianą, która od lewej strony ograniczona jest zarastającą gdzieniegdzie kępami traw płytką rynną, od prawej kominem z nyżami. W ścianie znajduje się opadająca na południe gładka płyta (wysokość około 70 m, kąt nachylenia 70°) z dość wybitnym filarem, od góry nakryta okapem. Filarem tym poprowadzono drogę wspinaczkową z dwoma wyciągami (stopnie trudności VII–, VI–). Pierwsze przejście: Dariusz Stawarz i Jacek Stawarz 18 sierpnia 1995 r. Łatwo natomiast można wyjść na wierzchołek turni z Ptakowego Przechodu (różnica kilkudziesięciu metrów wysokości). Wierzchołek ten oddzielony jest niewielkim zachodem od głównego ciągu południowo-zachodniej grani Upłazkowej Turni.